# Kisilowo
Kisilowo (russisch Кизилово) ist ein Dorf (selo) in der Oblast Kursk in Russland. Es gehört zum Rajon Kursk und zur Landgemeinde (selskoje posselenije) Polewskoi selsowjet.

## Geographie
Der Ort liegt gut 26 km Luftlinie südöstlich des Oblastverwaltungszentrums Kursk im südwestlichen Teil der Mittelrussischen Platte, 4 km vom Sitz des Dorfsowjet – Polewaja, 97 km vor Grenze zwischen Russland und der Ukraine, am Fluss Polnaja (linker Nebenfluss des Seim).

### Klima
Das Klima im Ort ist wie im Rest des Rajons kalt und gemäßigt. Es gibt während des Jahres eine erhebliche Niederschlagsmenge. Dfb lautet die Klassifikation des Klimas nach Köppen und Geiger.

## Bevölkerungsentwicklung
| Jahr | Einwohner |
| ---- | --------- |
| 2002 | 336       |
| 2010 | ▼271      |

Anmerkung: Volkszählungsdaten

## Verkehr
Kisilowo liegt 13 km vor Fernstraße föderaler Bedeutung R-298 (Kursk – Woronesch – R22 Kaspi; ein Teil der Europastraße E38), 3,5 km vor Straße regionaler Bedeutung 38K-019 (Kursk – Bolschoje Schumakowo – Polewaja über Lebjaschje), an der Straße interkommunaler Bedeutung 38N-538 (Polewaja – Kisilowo) und 3,5 km von der nächsten Eisenbahnhaltestelle Gutorowo (Eisenbahnstrecke Kljukwa – Belgorod) entfernt.
Der Ort liegt 101 km vom internationalen Flughafen von Belgorod entfernt.